# Česká centra
Česká centra jsou příspěvkovou organizací Ministerstva zahraničních věcí České republiky, zřízenou pro celkovou propagaci Česka v zahraničí. Síť zahraničních zastoupení Českých center je aktivním nástrojem zahraniční politiky Česka v oblasti veřejné diplomacie. Síť Českých center tvoří 28 zahraničních poboček (2024).
Česká centra propojují prezentaci v oblasti kultury, podpory vnějších ekonomických vztahů a cestovního ruchu. Posláním Českých center je prosazovat hodnotová stanoviska, jež jsou formulována v preambuli Ústavy České republiky, být nástrojem kulturní diplomacie, podporovat dobré jméno Česka ve světě a posilovat kulturní vztahy mezi zeměmi. Jsou také informačními centry, která zajišťují informační servis o Česku. Tato náplň je formulována v platném Statutu Českých center. Činnost a existence Českých center je zásadní pro českou zahraniční politiku a pro vytváření obrazu Česka navenek (Strategie Českých center 2024-2027).
Česká centra jsou členy Evropského sdružení národních kulturních institutů EUNIC.

## Historie Českých center
Historie Českých center sahá až do roku 1949, kdy byla otevřena tzv. kulturně informační střediska (KIS) v Sofii a Varšavě. KIS byla přímým předchůdcem Českých center a soustředila se především na kulturní akce, pořádala filmové i literární večery, přednášky, koncerty i jazykové kurzy. Tyto aktivity byly součástí ideologické propagandy a cílily na spřátelené socialistické státy. V roce 1993 po vzniku České republiky byla kulturní a informační střediska přejmenována na Česká centra a spektrum jejich činnosti se rozšířilo o aktivity v oblasti podpory exportu a cestovního ruchu. Rovněž bylo upraveno teritoriální rozmístění Českých center, vznikala nová centra zejména v západní Evropě a USA.
Teritoriální rozmístění Českých center se odvíjí od záměrů zahraniční politiky České republiky s důrazem na členské země EU. V roce 2006 se Česká centra stala členem organizace EUNIC, spojující národní kulturní instituty EU. Česká centra jsou důležitou součástí této organizace a mimo jiné iniciovala jeden z jeho nejvýraznějších projektů – Noc literatury, ke které se přidává stále více evropských zemí.
V témže roce bylo otevřeno také první centrum na asijském kontinentě v Tokiu a České centrum Praha, které mimo jiné prezentuje na domácí půdě zahraniční projekty Českých center. Prozatím nejnovější centra byla otevřena 27. listopadu 2018 v řeckých Athénách a v izraelském Jeruzalémě.
V roce 2011 došlo k významnému rozšíření pravomocí ČC, která převzala kulturní agendu zastupitelských úřadů ČR v teritoriích, kde mají ČC svá zastoupení. Zároveň rozšířila svůj program a zapojila do něj další skupiny veřejnosti – od roku 2012 mohou studenti absolvovat stáže jak na ústředí, tak v jednotlivých Českých centrech v zahraničí, od toho samého roku se také konají cesty zahraničních novinářů a kurátorů do ČR s cílem pomoci českým umělcům uplatnit se i mimo tuzemskou kulturní scénu.

## Rozmístění Českých center (podle data založení)
| Sídlo                   | Rok založení | Sídlo                                                      | Rok založení |
| ----------------------- | ------------ | ---------------------------------------------------------- | ------------ |
| Sofie (Bulharsko)       | 1949         | Mnichov (Německo)                                          | 1999         |
| Varšava (Polsko)        | 1949         | Madrid (Španělsko)                                         | 2004         |
| Budapešť (Maďarsko)     | 1953         | Řím (Itálie)                                               | 2005         |
| Berlín (Německo)        | 1955         | Tokio (Japonsko)                                           | 2006         |
| Bukurešť (Rumunsko)     | 1981         | Tel Aviv (Izrael)                                          | 2009         |
| Londýn (Velká Británie) | 1993         | Milán (Itálie)                                             | 2010         |
| Rotterdam (Nizozemsko)  | 1994         | Soul (Korejská republika)                                  | 2013         |
| Vídeň (Rakousko)        | 1994         | Athény (Řecko)                                             | 2018         |
| Bratislava (Slovensko)  | 1994         | Jeruzalém (Izrael)                                         | 2018         |
| New York (USA)          | 1995         | Tbilisi (Gruzie)                                           | 2021         |
| Kyjev (Ukrajina)        | 1996         | Káhira Archivováno 29. 2. 2024 na Wayback Machine. (Egypt) | 2022         |
| Paříž (Francie)         | 1997         | Bělehrad (Srbsko)                                          | 2023         |
| Brusel (Belgie)         | 1997         | Hanoj (Vietnam)                                            | 2023         |
| Stockholm (Švédsko)     | 1997         | Tchaj-pej[nedostupný zdroj] (Tchaj-wan)                    | 2024         |

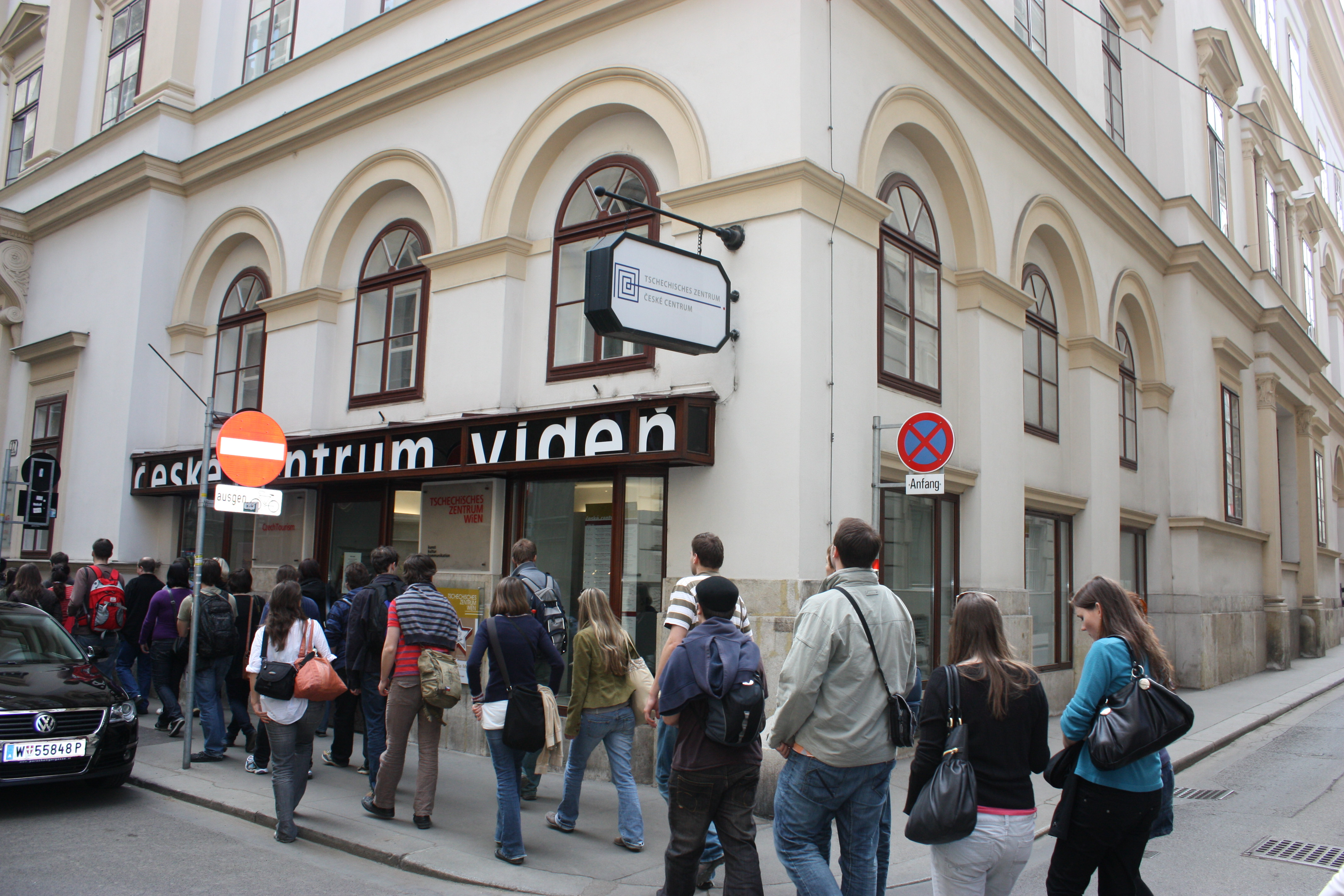
České centrum Vídeň

- V Praze sídlí ústředí Českých center.
- Agenda Českých center Drážďany (založeno 1997) a Düsseldorf (založeno 2010) byla v roce 2017 přesunuta pod České centrum Berlín.
- Činnost Českých center Košice (založeno 2005) a Buenos Aires (založeno 2008) byla z ekonomických důvodů v roce 2011 zrušena.
- Veškerá činnost Českého centra Moskva (založeno 1993) byla kvůli ruské agresi na Ukrajině od března roku 2022 zastavena.

## Činnost Českých center

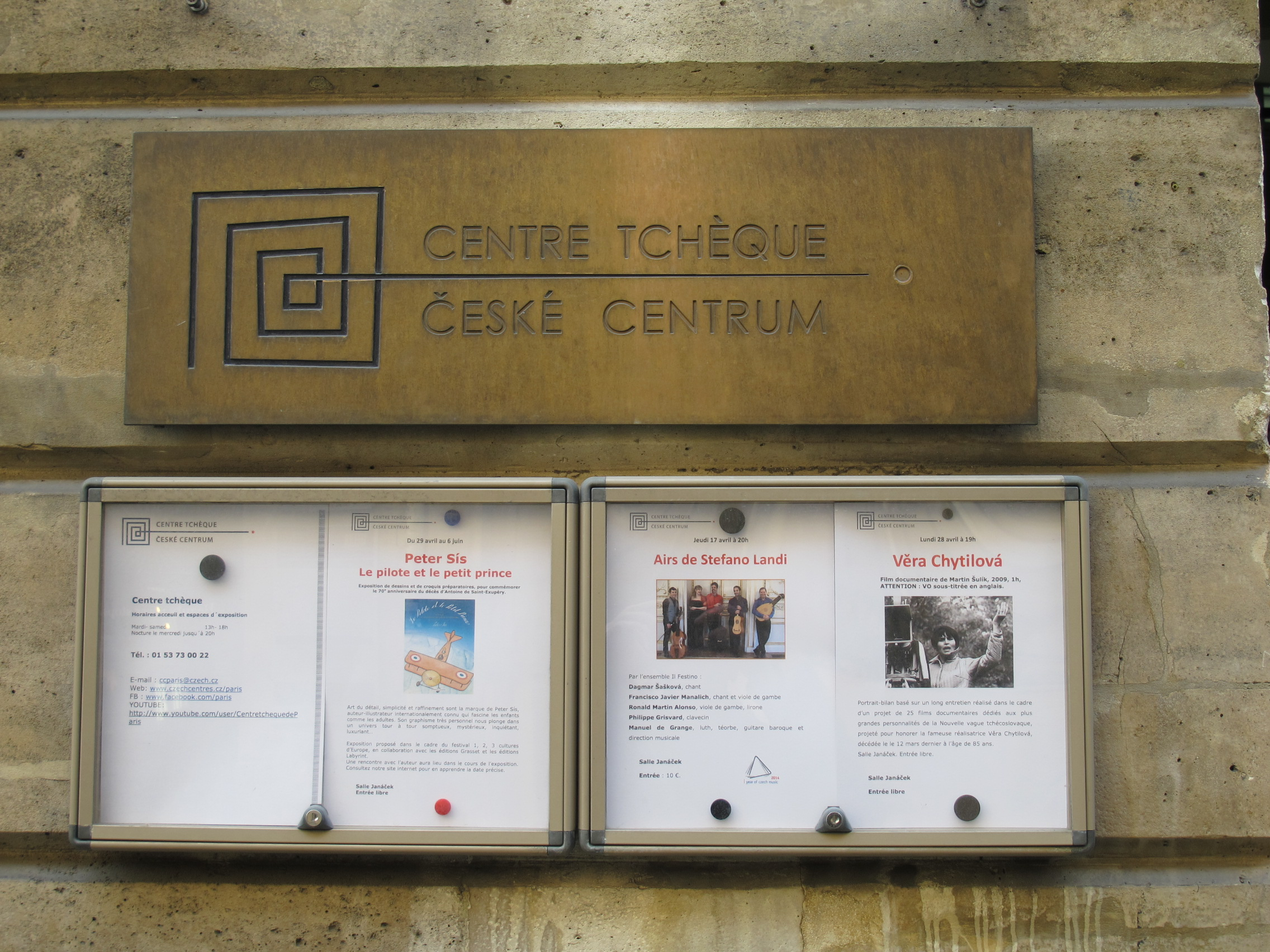
České centrum v Paříži

Česká centra prosazují českou kulturní scénu (výtvarné umění, architekturu, design, módu, film, hudbu, divadlo, literaturu) ve světě. Prezentují Česko jako moderní zemi s bohatou kulturní tradicí. Zprostředkovávají českým subjektům účast na zahraničních projektech, získávají a předávají kontakty pro rozvoj mezinárodní spolupráce. V zahraničí centra poskytují informace o České republice. V oblasti vnějších ekonomických vztahů podporují zahraniční kulturní prezentace s významnými českými exportními značkami a vývozní příležitosti pro české kreativní průmysly. V oblasti vzdělávání, vědy, výzkumu a inovací Česká centra spolupracují s vysokými školami a odbornými institucemi. Podporují výuku a šíření českého jazyka. V oblasti podpory ČR jako atraktivní turistické destinace se věnují zejména regionálním prezentacím v zahraničí.
Česká centra oslovují jak širokou veřejnost, tak profesionály a odborníky ve svých odvětvích. Cílovými skupinami jsou odborná veřejnost, studenti, umělci, institucionální partneři či média. Česká centra využívají tuzemská i zahraniční média, webové stránky, sociální sítě, soutěže, samotné kulturní akce aj. Pro české podnikatelské subjekty Česká centra vytvářejí příležitosti pro posílení jejich image ve světě s propojením kulturní a obchodní prezentace.

### Spolupráce a partnerství
Spolupráce a partnerství v zahraničí i v ČR patří ke stěžejním úkolům Českých center. Česká centra spolupracují s významnými odborníky, kurátory, přehlídkami a soutěžemi, uměleckými a kulturními organizacemi, vysokými školami, nevládními nebo krajanskými organizacemi, galeriemi, divadly, festivaly, hudebními kluby, muzei, vysokými školami či médii. Iniciují spolupráci českých umělců se zahraničními partnery a zvou významné osobnosti ze zahraničí do České republiky. Rovněž jsou partnery významných ocenění, udělovaných napříč uměleckými i vědeckými obory. Výhercům těchto cen poskytují rezidenční stáže ve svých pobočkách.

### Znalost prostředí, PR a kontakty
Česká centra disponují rozsáhlou znalostí zahraničního prostředí (především díky osobním kontaktům či zprostředkování kvalifikovaných informací). Mohou nabídnout rozsáhlou databázi kontaktů na kurátory, promotéry, komerční subjekty, poskytovatele služeb, mezinárodní instituce a perspektivní publikum v jednotlivých oblastech. Společně se zastupitelskými úřady jsou první kontaktní adresou pro zájemce o spolupráci s ČR.

### Zavedená značka

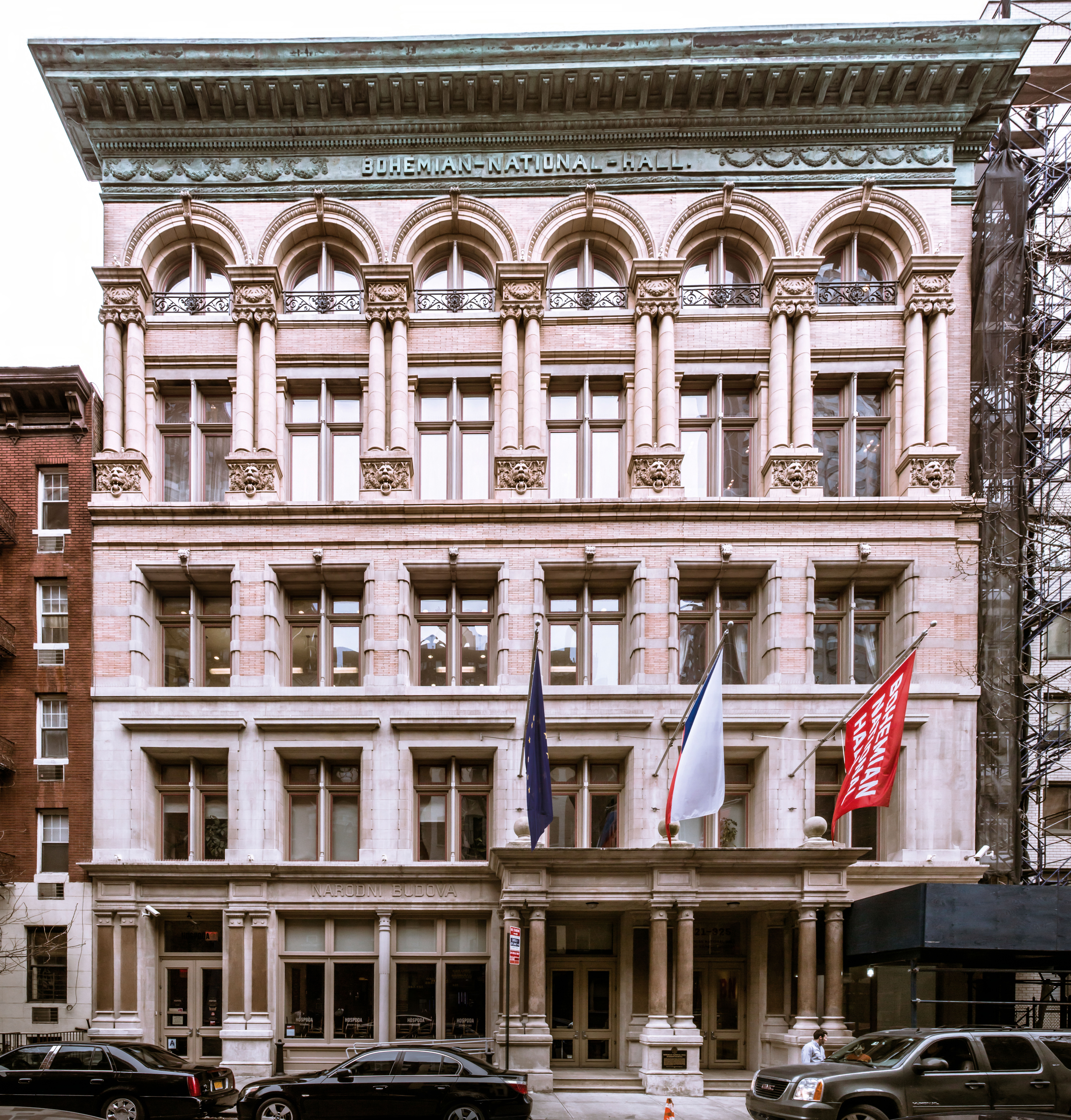
Česká národní budova – sídlo Českého centra New York

Česká centra jsou dlouhodobě respektovaným partnerem institucí v zahraničí jako důvěryhodná, profesionální a otevřená organizace.

### Lukrativní místa a jejich flexibilita
Česká centra působí na prestižních adresách v dobře situovaných prostorách, které nabízejí jako zázemí pro projektové či individuální prezentace a výstavy českým partnerům. Česká centra nabízejí územní flexibilitu, díky které pokrývají místa i mimo svá sídelní města a státy.

### Bilaterální i multilaterální spolupráce
Česká centra jsou iniciátory a partnery mezinárodních projektů a aktivními členy sdružení evropských kulturních institutů EUNIC (European Union National Institutes for Culture je sdružení evropských národních kulturních institutů). Vytvářejí tím příležitosti pro mezinárodní spolupráci a prosazování českých subjektů v zahraničí.

## Český dům v Moskvě
České centrum-Český dům Moskva (ČC-ČDM) je součástí sítě dvaceti dvou Českých center působících v zahraničí. Věcným rozsahem činností, charakterem a objemem poskytovaných služeb je však ČC-ČDM v porovnání s ostatními Českými centry ojedinělý. Vedle obecné reprezentace a popularizace České republiky v návaznosti na aktivity velvyslanectví České republiky v Ruské federaci, kterého je formálně nedílnou součástí, je ČC-ČDM především výjimečným zázemím pro dlouhodobě působící zástupce českých firem v Ruské federaci i pro individuální české cestovatele.
ČC-ČDM je největším areálem ve vlastnictví České republiky v zahraničí, disponuje 122 kancelářemi, 132 byty a 87 hotelovými pokoji. K dispozici jsou dále konferenční místnosti, salonky, business centrum, autodoprava, restaurace, pivnice, bar, tělocvična, venkovní hřiště, posilovna, sauna a další. Služby pak doplňuje přítomnost lékařské ambulance, dislokovaného pracoviště Nemocnice na Homolce. České centrum-Český dům Moskva se nachází přímo v centru Moskvy, přibližně 2,5 km od Rudého náměstí a Kremlu. V současné době je v ČC-ČDM akreditováno cca 100 zástupců českých firem. Business centrum ČC-ČDM nabízí vyhledávání kontaktů na potenciální ruské obchodní partnery, informuje o výstavách a veletrzích konaných v Ruské federaci i v České republice, spolupodílí se na organizaci seminářů, firemních prezentací a obchodních jednání, zprostředkovává tlumočnické a překladatelské služby.
Business centrum koordinuje svou činnost s velvyslanectvím ČR v Rusku, se specializovanými vládními agenturami CzechTrade a CzechTourism, které mají rovněž svá zastoupení v objektu ČC-ČDM. Dále spolupracuje s Hospodářskou komorou ČR a Komorou pro hospodářské styky se SNS.
Od 1. března 2022 je Český dům uzavřen z důvodu ruské invaze na Ukrajinu.

## Česká centra v číslech
- 28 poboček (2024)[5]
- 4 kontinenty (2024)
- přes 1700 akcí ve světě
- 7,4 milionů návštěvníků akcí ve světě
- přes 4000 mediálních ohlasů ve světových médiích
- 265 000 fanoušků na sociálních sítích (2023)
- přes 1000 podpořených delegátů
- přes 2000 studentů českého jazyka v celém světě

(zbylá čísla jsou za rok 2022)

## Podporované akce (výběr)
- Noc Literatury: Noc literatury přibližuje veřejnosti netradičním způsobem současnou evropskou literaturu prostřednictvím série veřejných čtení. Projekt organizují Česká centra ve spolupráci s pražským sdružením evropských kulturních institutů sítě EUNIC (European Union National Institutes for Culture) a kulturními odděleními zahraničních velvyslanectví. V rámci Noci literatury 2014 každá z 20 účastnických zemí představila dílo jednoho svého současného autora.[6]
- Festival Made in Prague: Multižánrový festival Made in Prague pořádá České centrum Londýn. Během měsíc trvajícího programu představuje zahraničnímu publiku současnou českou filmovou, hudební a uměleckou tvorbu.[7]
- Výstava Otto Wichterle: Česká centra využila významných výročí k připomenutí neobyčejného příběhu prof. Otto Wichterleho. Celou sérii akcí připravila ve spolupráci s Ústavem makromolekulární chemie AV ČR, v.v.i. Pod záštitou předsedy Akademie věd ČR prof. Ing. Jiřího Drahoše, DrSc. je projekt od roku 2011 prezentován v ČR a v popularizované podobě putuje po světě.[8]
- Ozvěny Ji.hlavy: V rámci akce Ozvěny Ji.hlavy Česká centra promítají vybrané dokumentární filmy z posledního ročníku festivalu.[9]